# Kronprinsen
Kronprinsen är en skyskrapa och ett delområde i Malmö kommun. Byggnaden är Malmös tredje högsta höghus, belägen på Regementsgatan 52 i Västra innerstaden i Malmö. Kronprinsen var den högsta skyskrapan i Malmö 1964–2005, tills Turning Torso byggdes.

## Byggnaden
Kronprinsen ligger mellan Regementsgatan och Fågelbacksgatan, öster om Mariedalsvägen i Malmö. Byggnadens fasad är klädd med blå mosaikplattor. Höghuset såldes under hösten 2021 av Akelius Fastigheter till fastighetsbolaget Heimstaden. Till och med 2011 ägdes det av Ulla Åberg (dotter till byggherren Hugo Åberg). När hon dog testamenterade hon det till sina kusinbarn. Dödsboet sålde fastigheterna till Akelius 2014. Hugo Åbergs Fastighetsförvaltning uppförde även de omkringliggande 10-våningshusen kring köpcentret och höghusdelen. Fasaden är klädd i 1,9 miljoner små mosaikbitar från Iföverken i sju olika ljusblå nyanser, ljusast högst upp.
I höghuset finns lägenheter och fem höghastighetshissar, varav en går upp till våning 26, där restaurang Översten fanns till januari 2019. Våning 27 inrymmer restaurangens toaletter. På entréplan finns köpcenter med ett fyrtiotal butiker och serviceinrättningar, bland annat apotek, optiker, kemtvätt, sko- och nyckelservice. Kronprinsen har en stor gård med en tennishall. Det finns även en 14-banors bowlinghall och garageparkering på källarplan. När höghuset invigdes 1964 var det toppmodernt med t.ex. golvvärme och ett unikt system med flyttbara parkeringsplattor i garaget. Där fanns till och med en egen TV-station som varje onsdag under 25 års tid sände Lokal-TV i området, men även ut till bostadsområdet Almgården, där det fanns ett kabelsystem i lägenheterna. Ut mot Mariedalsvägen fanns en toppmodern showrestaurang som under många år ansågs vara den förnämsta i södra Sverige (stängdes 1995). Många av artisterna var även gäster på TV-stationen. 2004 öppnade Systembolaget i Kronprinsen Köpcenter. I husen runt Kronprinsen finns läkargrupp, tandläkare, vårdcentraler och barnavårdscentral. Helgeandskyrkan låg vid Fågelbacksgatan, men avsakraliserades 2013.

## Delområdet
Till delområdet Kronprinsen räknas förutom Kronprinsen-komplexet även Eons kontorsbyggnad längs Regementsgatan och Hästhagens IP, där Limhamn Griffins spelar amerikansk fotboll. Malmökorpen har också sitt kontor här.
Området bebyggdes 1897 med olika byggnader för Kronprinsens husarregemente. Sedan regementet lagts ned 1927 användes byggnaderna för olika former av civil verksamhet. I den före detta officersmässen fanns den legendariska dansrestaurangen Arena, som brann ned 1958. De återstående byggnaderna, bland annat den stora husarkasernen vid Regementsgatan, revs 1960.
För området kring Hästhagens IP godkändes en detaljplan av Malmös stads stadsbyggnadsnämnd för utveckling av World Village of Women Sports, ett centrum för forskning om kvinnlig idrott, men planerna blev inte förverkligade.
Kronprinsen angörs (2020) i norr av busslinje 4 med en hållplats (Kronprinsen) och i väst av linje 10 med en hållplats (Kronprinsen). Ingen busstrafik i syd och öst utmed Fågelbackgatan och Carl Gustafs väg.